# Asamblea Departamental de Caldas
La Asamblea Departamental de Caldas es una corporación administrativa de elección popular cuya sede se encuentra en Manizales, Colombia. Esta ejerce el control político sobre los actos del gobernador, secretarios de despacho, gerentes y directores de institutos descentralizados en Caldas. No está integrada por no menos de 11 miembros ni más de 31, a los cuales se les da el nombre de diputados quienes tienen un periodo de cuatro años, son elegidos por voto popular y tienen la calidad de servidores públicos pertenecientes a diferentes partidos políticos, la asamblea se encuentra liderada por un presidente, después le siguen dos vicepresidentes, y un secretario general, por último se encuentran los diputados; esta corporación goza de autonomía administrativa y presupuesto propio.

## Historia
El 31 de octubre de 1910, la Asamblea Nacional Constituyente reformó la Constitución de 1886 y restableció las asambleas departamentales. El acto decretó que su periodo comenzaría el 1º de marzo de 1911.  El decreto n.º 1074 de 1910 del 26 de noviembre reglamenta la elección para diputados a las asambleas departamentales, en desarrollo de las leyes sobre elecciones. En su artículo 6º se señala el 5 de febrero de 1911 para que tenga lugar las selecciones de diputados a las asambleas departamentales. 
La Asamblea Departamental de Caldas debate proyectos por primera vez durante el mes de marzo de 1911, siendo gobernador del departamento Ramón Jaramillo R. El primer presidente de la Asamblea Departamental de Caldas fue Pablo E. Gutiérrez.  Durante su primer año, la Asamblea Departamental de Caldas debatió varios proyectos de ordenanza. En la reforma de 1945, durante la segunda administración de Alfonso López Pumarejo, se decreta que las asambleas departamentales se reunirán cada año en la capital del departamento, por un término de dos meses y el gobernador podrá convocarlas a sesiones extraordinarias.